# John Rutsey
John Rutsey, född 23 juli 1952, död 11 maj 2008, var en kanadensisk trumslagare och var originalmedlem i gruppen Rush tillsammans med Geddy Lee och Alex Lifeson. Han var bandets trummis från våren 1968 till juli 1974. Rutsey spelade enbart på "Not Fade Away"/"You Can't Fight It"-singeln och på gruppens debutalbum, varefter han slutade i bandet med hälsoskäl och skillnader i kreativitet som orsaker.
Han gav upp spelandet kort efter att han lämnade bandet och började med bodybuilding.
Att Rutsey slutade har ofta setts som en dold välsignelse av Rushs fans. Hans efterträdare, Neil Peart har kommit att bli en av de mest respekterade trumslagarna och sångtextförfattarna i rockbranschen. Peart spelade in 19 studioalbum och 5 livealbum med bandet.
I en intervju för tidningen Rockline år 1989 sade Alex Lifeson: "John hänger ännu med. Jag ser John ganska ofta. Han gav upp spelandet kort efter att han lämnade bandet och började med bodybuilding. Han tävlade på amatörnivå en tid, gjorde det några år, och har sedan det hållit på med det lite av och till, han tränar dock ännu, och jag tränar med honom några gånger i veckan vid ett lokalt gym - vid Golds, här i Toronto." I en färskare intervju på VH1 Classics show "Hangin' With", avslöjade Alex att han slutade träffa John omkring 1990.
Han avled av en hjärtattack i sömnen till följd av sin diabetes.